# آنچارتد (فیلم)
آنچارتد (انگلیسی: Uncharted) فیلمی آمریکایی در ژانر اکشن-ماجراجویی به کارگردانی روبن فلیشر از فیلم‌نامه‌ای نوشتهٔ راف لی جودکینز، آرت مارکوم و مت هالووی است که در سال ۲۰۲۲ به نمایش درآمد. این فیلم بر پایهٔ مجموعهٔ بازی ویدیویی به همین نام از شرکت توسعهٔ بازی ناتی داگ و ناشر آن سونی اینتراکتیو انترتینمنت ساخته شده‌است. تام هالند در نقش نیتن دریک و مارک والبرگ، سوفیا تیلور علی، تاتی گابریل و آنتونیو باندراس از بازیگران این فیلم هستند.
این فیلم در سال ۲۰۰۸ وارد مرحله توسعه شد و سپس آوی آراد، تهیه‌کنندهٔ فیلم با سونی پیکچرز همکاری می‌کرد تا فیلمی اقتباسی از آنچارتد بسازند اما فیلم وارد یک پروسهٔ ساخت پیچیده شد و کارگردانان، نویسندگان و بازیگران مختلف در دوره‌های مختلف به آن پیوستند. چندین فیلم‌ساز از جمله دیوید او. راسل، نیل برگر، ست گوردون، شاون لوی و تراویس نایت در ابتدا برای کارگردانی این پروژه قرارداد امضا کردند و همچنین شایعه شده بود که ناتان فیلیون، کریس پرت و مارک والبرگ نقش نیتن دریک را ایفا خواهند کرد. هالند در مهٔ ۲۰۱۷ برای بازی در فیلم انتخاب شد و مراحل تصویربرداری اصلی در مارس ۲۰۲۰ آغاز شد و در اکتبر بعد به پایان رسید.
آنچارتد در ابتدا برای اکران در ۱۸ دسامبر ۲۰۲۰ برنامه‌ریزی شده بود اما به‌دلیل همه‌گیری کووید-۱۹ چند بار به تعویق افتاد. این فیلم در ۷ فوریهٔ ۲۰۲۲ در بارسلون به نمایش درآمد و در ۱۱ فوریه از طریق سونی پیکچرز ریلیزینگ در سینماهای ایالات متحده اکران شد. این فیلم نقدهای ضد و نقیضی از سوی منتقدان دریافت کرد و بیش از ۴۰۷ میلیون دلار در سراسر جهان فروش داشت.

## داستان
سَم (Sam Drake) و ناتان «نیت» دریک (Nathan "Nate" Drake؛ تام هالند) دو برادر یتیم، در حال تلاش برای سرقت نقشه‌ای که پس از سفر ماژلان از موزه بوستون ساخته شده بود، دستگیر می‌شوند. پس از اینکه یتیم‌خانه آنها او را به دلیل حملهٔ سومش بیرون می‌کند، سام مخفیانه بیرون می‌آید تا تنها باشد، اما به نیت قول می‌دهد که برگردد و حلقه‌ای متعلق به جدشان سر فرانسیس دریک برای او می‌گذارد.
پانزده سال بعد، نیت به عنوان نوشیار در شهر نیویورک کار می‌کند و مشتریان ثروتمند را جیب‌بری می‌کند. ویکتور «سالی» سالیوان (Victor "Sully" Sullivan؛ مارک والبرگ)، یک شکارچی ثروت که با سم کار می‌کرد تا گنج‌های پنهان‌شدهٔ خدمهٔ ماژلان را ردیابی کند، به نیت توضیح می‌دهد که سم پس از کمک به او برای سرقت دفتر خاطرات خوان سباستین الکانو ناپدید شد. نیت که برای مدتی طولانی کارت پستالی از سم دریافت نکرده‌است، موافقت می‌کند که به سالی کمک کند تا او را پیدا کند. سالی و نیت به حراجی می‌روند تا صلیب طلایی مرتبط با خدمه ماژلان را بدزدند، جایی که با سانتیاگو مونکادا (Santiago Moncada؛ آنتونیو باندراس)، آخرین نوادهٔ خانواده مونکادا، و جو برادوک، رهبر مزدوران مونکادا آشنا می‌شوند. نیت توسط مردان برادوک در کمین قرار می‌گیرد و دعوای بعدی باعث حواس‌پرتی سالی می‌شود تا صلیب را بدزدد.
این دو به بارسلونا سفر می‌کنند، جایی که گمان می‌رود گنج در آنجا پنهان شده باشد، و با کلوئی فریزر (Chloe Frazer؛ سوفیا تیلور علی)، که صلیب دیگری دارد، با سالی ملاقات می‌کنند. در همین حال، مونکادا که از پدرش می‌فهمد که ثروت خانواده‌شان اهدا می‌شود، به برادوک دستور می‌دهد که پدرش را بکشد تا او به جای آن پول را به ارث ببرد. نیت، کلوئی و سالی سرنخ‌هایی را در دفتر خاطرات الکانو به سانتا ماریا دل پی دنبال می‌کنند و یک دخمه مخفی را در پشت محراب پیدا می‌کنند. نیت و کلوئی وارد می‌شوند و یک در تله پیدا می‌کنند، اما با باز کردن آن، دخمه پر از آب می‌شود. سالی به آن‌ها کمک می‌کند پس از غلبه بر یک کمین توسط برادوک فرار کنند. با استفاده از دو صلیب برای باز کردن یک گذرگاه مخفی، نیت و کلوئی نقشه‌ای را پیدا می‌کنند که نشان می‌دهد گنج در فیلیپین است. کلوئی به نیت خیانت می‌کند و می‌رود تا نقشه را به مونکادا ببرد، به این نکته اشاره می‌کند که سالی رازی دربارهٔ سام دارد.
سالی، نیت را بازیابی می‌کند و می‌گوید پس از اینکه او و سم دفتر خاطرات الکانو را پیدا کردند، برادوک در کمین آنها افتاد. سام مورد اصابت گلوله قرار گرفت و سالی به سختی فرار کرد. تیم مونکادا، کلوئی و برادوک با یک هواپیمای باری برای یافتن گنج حرکت می‌کنند، اما برادوک با خیانت و کشتن مونکادا، کنترل عملیات را به دست می‌آورد. نیت و سالی سوار هواپیما می‌شوند و نیت با برادوک روبرو می‌شود. کلوئی که از برادوک پنهان شده بود، پیدا می‌شود و نبردی درمی‌گیرد. سالی با چتر نجات با نقشه بیرون می‌رود، در حالی که نیت و کلوئی از هواپیمای فرود در فیلیپین بیرون می‌آیند، جایی که متوجه می‌شوند نقشه گنج را مشخص نمی‌کند. نیت مکان واقعی گنج را از طریق اشاراتی که از کارت پستال‌های سام به جا گذاشته‌شده‌بود کشف می‌کند، اما پس از شک درست به وفاداری او، مختصات جعلی را به کلوئی می‌دهد. او کشتی‌های ماژلان را کشف می‌کند و دوباره با سالی متحد می‌شود. برادوک آنها را تعقیب می‌کند و نیت و سالی را مجبور می‌کند تا زمانی که خدمه‌اش کشتی‌ها را حمل می‌کنند، پنهان شوند.
در فرار آنها، سالی فرماندهی یکی از هلیکوپترها را برعهده می‌گیرد و برادوک به هلیکوپتر دیگری دستور می‌دهد تا برای سوار شدن به هواپیما نزدیک شود. نیت از خود در برابر مزدورانش و شبه نظامیان محلی فیلیپینی دفاع می‌کند و هلیکوپتر دیگر را با یکی از توپ‌های کشتی ساقط می‌کند. در حالی که نیت به سمت هلیکوپتر می‌رود، برادوک لنگر کشتی را رها می‌کند. سالی کیسه‌ای از گنج جمع‌آوری‌شده را به سمت برادوک پرتاب می‌کند و نیت را نجات می‌دهد. برادوک به دریا می‌افتد و با سقوط کشتی بر روی او کشته می‌شود. با رسیدن نیروی دریایی فیلیپین، نیت و سالی با چند قطعه گنج جیب‌بری‌شده فرار می‌کنند در حالی که کلوئی تصمیم می‌گیرد به دنبال این دو نفر برود. در همین حال، سام زندانی، کارت پستال دیگری برای نیت می‌نویسد.
در یک صحنه پس از تیتراژ، نیت با مردی که برای رومَن (Roman) کار می‌کند ملاقات می‌کند که حلقه‌اش را در مقابل «نقشهٔ نازی‌ها» که نیت در اختیار دارد، پیشنهاد می‌کند. او سعی می‌کند به نیت خیانت کند، اما سالی او را نجات می‌دهد. آنها فرار می‌کنند، اما توسط یک شخصیت نادیده گرفتار می‌شوند.

## بازیگران
- تام هالند (راست) و مارک والبرگ (چپ) در نقش‌های نیتن دریک و سالی ظاهر می‌شوند. تام هالند در نقش ناتان «نیت» دریک: یک جوان شکارچی ثروت، نوشیار و دشمن‌دوست سابق کلوئی فریزر که به یک علاقهٔ عاشقانه تبدیل شد و توسط سالی برای یافتن گنج افسانه‌ای اکسپدیشن ماژلان به خدمت گرفته می‌شود و ادعا می‌کند که از نوادگان کاشف مشهور انگلیسی سِر فرانسیس دریک است.[۶] برای تمرین به عنوان بارمن، کارمندان رستوران چیلترن فایرهاوس به هالند نحوهٔ انجام شیفت را آموزش دادند.[۷] وقتی فیلمبرداری به دلیل دنیاگیری کووید-۱۹ متوقف شد، هالند به تمرین برای این نقش ادامه داد.[۷]
  - تیرنان جونز در نقش نیت جوان.
- مارک والبرگ در نقش ویکتور «سالی» سالیوان: یک شکارچی ثروتمند باتجربه که قبلاً با سام، برادر نیتان کار می‌کرد.[۸] والبرگ در ابتدا قرار بود در نقش دریک بازی کند.[۹]
- آنتونیو باندراس در نقش سانتیاگو مونکادا: یک گنج‌یاب بی‌رحم و از نوادگان خانوادهٔ مونکادا.[۱۰]
- سوفیا تیلور علی در نقش کلوئی فریزر: یک همکار شکارچی ثروت، همکار سالی و دشمن سابق نیت که به علاقهٔ عاشقانه تبدیل شد.[۱۰]
- تاتی گابریل در نقش جو برادوک: مزدوری که با مونکادا علیه ناتان و سالی کار می‌کند.[۱۰]
- رودی پانکو در نقش ساموئل «سم» دریک: برادر گمشده ناتان.

مانوئل د بلاس در نقش آرماندو مونکادا، پدر سانتیاگو، استیون ودینگتون در نقش اسکاتلندی، آلانا بودن در نقش زوئی، و پینگی مولی در نقش هوگو ظاهر می‌شود. نولان نورث که در بازی‌ها ناتان دریک را به تصویر می‌کشید، به عنوان مهمان هتل در ساحلی که با ناتان و کلویی صحبت می‌کند، نقش کوتاهی دارد. پیلو اسبک نقش گِیج را در صحنه میان تیتراژ به تصویر می‌کشد، و اِل روبیوس در یک پس‌زمینه اضافی در بارسلونا ظاهر می‌شود.

## تولید

### توسعه
در سال ۲۰۰۸، آوی آراد اظهار داشت که در حال مذاکره با سونی پیکچرز برای ساخت فیلم اقتباسی از سری بازی‌های ویدئویی آنچارتد است، از آن زمان کلمبیا پیکچرز تأیید کرد که یک فیلم اقتباسی از آنچارتد در حال ساخت است. فیلمنامه توسط توماس دین دانالی و جاشوآ اوپنهایمر نوشته شد و آوی آراد، چارلز راون و الکس گارتنر تهیه کنندگی آن را بر عهده داشتند. از ۳۰ ژوئن ۲۰۰۹ به‌طور رسمی تأیید شد که فیلم در حال ساخت است. ناتان فیلیون علاقه خود را به بازی در نقش ناتان دریک ابراز کرد و در توئیتر کمپینی برای تشویق طرفداران برای حمایت از وی در این نقش آغاز کرد. در اوت ۲۰۱۰ ناتی داگ در مصاحبه‌ای اعلام کرد که به تولید فیلم خیلی نزدیک هستند و به همه کسانی که روی آن کار می‌کنند، اعتماد دارند. در ۸ اکتبر ۲۰۱۰، مدیران کلمبیا پیکچرز اعلام کردند که دیوید او. راسل برای کارگردانی انتخاب شده‌است و این فیلم اقتباسی از بازی اول این مجموعه خواهد بود. دیوید او. راسل نیز اعلام کرد که علاقه‌ای به بازی ناتان فیلیون در نقش ناتان دریک ندارد و این ایده را رد کرد. در ۲۴ نوامبر ۲۰۱۰، مارک والبرگ برای بازی در نقش ویکتور سالیوان انتخاب شد. پیش از اینکه والبرگ برای این نقش انتخاب شود، بازیگرانی چون کریس همسورث، جیک جیلنهال، برایان کرانستون و کریس پرت برای نقش سالی در نظر گرفته شده‌بودند. در ۲۶ مه ۲۰۱۱، دیوید او. راسل به علت مشکلات برنامه‌ریزی پروژه را رها کرد. در ۶ ژوئیه نیل برگر جایگزین او شد و پیشنهاد نوشتن مجدد فیلمنامه را داد. برگر در ماه ژوئیه دربارهٔ این فیلم صحبت کرد:
ما در حال نوشتن مجدد فیلمنامه هستیم و من در حال حاضر فقط به آن می‌پردازم، هیچ‌کس نمی‌داند چه کسی قرار است نقش ناتان دریک را بازی کند، اما بسیاری از بازیگران خوب وجود دارند که شبیه ناتان دریک هستند و می‌توانند این کار را خوب انجام دهند، من عاشق این پروژه هستم، منظور من این است که شخصیت بسیار خوبی در هسته اصلی خود دارد، ناتان دریک کمی شیطان صفت، هوس باز، جنجالی و عالی است.
در ۲۳ اوت ۲۰۱۲، برگر نیز به علت مشکلات برنامه‌ریزی پروژه را ترک کرد. استودیو ماریان و کورمک ویبلری را برای بازنویسی فیلمنامه برگزید. ست روگن و اوان گلدبرگ اظهار داشتند که آن‌ها چند بار درخواست نوشتن فیلمنامه را دادند اما آن‌ها نپذیرفتند. در ۴ فوریه ۲۰۱۴، ددلاین هالیوود اعلام کرد که ست گوردون کارگردان فیلم با آخرین فیلمنامه نوشته شده توسط دیوید گوگنهایم خواهد بود و تولید فیلم از اوایل سال ۲۰۱۵ آغاز و در ۱۰ ژوئن ۲۰۱۶ اکران خواهد شد. در ۱۲ نوامبر ۲۰۱۴، استودیو مارک بول را برای بازنویسی فیلمنامه استخدام کرد. پس از مارک والبرگ، استودیو در حال مذاکره با کریس پرت برای ایفای نقش ناتان دریک بود اما کریس پرت نپذیرفت. در ۲۴ ژوئن ۲۰۱۵، ست گوردن کارگردانی را رها کرد. در آوریل ۲۰۱۵ فیلمنامه نوشته شده توسط دیوید گوگنهایم به دلیل هک صفحه سونی لو رفت و سونی پیکچرز تاریخ اکران فیلم را به ۳۰ ژوئن ۲۰۱۷ مولکول کرد. در ۹ ژانویه ۲۰۱۶ ورایتی گزارش کرد که جو کارنهان در حال نوشتن فیلمنامه جدیدی است. در اول سپتامبر ۲۰۱۶ این فیلم به دلیل نداشتن کارگردان یا بازیگر از لیست تقویم اکران سونی خط خورد. در ۲۵ اکتبر ۲۰۱۶، شاون لوی به عنوان کارگردان انتخاب شد و اعلام شد که فیلمبردای در اوایل ۲۰۱۷ آغاز خواهد شد. در اوایل ژانویه ۲۰۱۷، کارنهاین عکسی در صفحه اینستاگرامی خود به اشتراک گذاشت که نشان داد نوشتن فیلمنامه به پایان رسیده‌است. در ماه مه ۲۰۱۷، تام هالند برای بازی در نسخه ناتان دریک جوان انتخاب شد. راف جودکینز برای بازنویسی فیلمنامه انتخاب شد. در ۱۹ دسامبر ۲۰۱۸، شان لوی این پروژه را به دلیل کارگردانی فیلم مرد آزاد رها کرد. در ۱۴ ژانویه ۲۰۱۹، ورایتی اعلام کرد که دن تراخنبرگ به عنوان کارگردان انتخاب شده‌است. در ژوئن ۲۰۱۹، هالیوود ریپورتر تأیید کرد که ۱۸ دسامبر ۲۰۲۰ اکران شود. در ۲۲ اوت ۲۰۱۹، دن تراخنبرگ کارگردانی را رها کرد. در ۲۷ سپتامبر ۲۰۱۹، تراویس نایت به عنوان کارگردان انتخاب شد. در ماه نوامبر والبرگ به هالند برای بازی در نقش ویکتور سالیوان برگشت. در دسامبر ۲۰۱۹، نایت به دلیل مشکلات برنامه‌ریزی با هالند، پروژه را ترک کرد.

### پیش‌تولید
در ژانویه ۲۰۲۰، روبن فلیشر وارد مذاکرات شد تا جایگزین تراویس نایت به عنوان کارگردان شود. تاریخ اکران فیلم به ۵ مارس ۲۰۲۱ مولکول شد. در فوریه ۲۰۲۰، حضور روبن فلیشر به عنوان کارگردان تأیید شد. طرح این فیلم به عنوان پیش‌درآمدی بر بازی‌ها و اقتباسی از آنچارتد ۴: عاقبت یک دزد خواهد بود. در ماه مارس، آنتونیو باندراس، سوفیا تیلور علی و تاتی گابریل با فیلمنامه جدیدی از آرت مالکوم و مت هالووی به جمع بازیگران اضافه شدند.

### فیلمبردای
فیلمبرداری اصلی در ۱۶ مارس ۲۰۲۰، در مناطق اطراف برلین آغاز شد. فیلمبرداری قبل از انتقال به اسپانیا در استودیو بابلسبرگ انجام شد. در اواسط مارس ۲۰۲۰ تولید فیلم به دلیل دنیاگیری کووید-۱۹ در آلمان تعطیل شد و اعلام شد که تولید فیلم در ۱۵ ژوئیه ۲۰۲۰ از سرگرفته خواهد شد. با این حال، سونی در حال آماده‌سازی لوکیشن بود به امید اینکه تولید فیلم به زودی آغاز شود. در ۲۰ ژوئیه، تولید فیلم به‌طور رسمی در آلمان و با فاصله‌گذاری اجتماعی و رعایت پروتکل‌های بهداشتی در خارج از مجموعه آغاز شد. در ۵ اوت ۲۰۲۰، پس از مثبت بودن تست کرونای آنتونیو باندراس، تولید فیلم موقتاً به تأخیر افتاد. در ۲۶ اوت پس از بهبودی باندراس فیلمبردای از سر گرفته شد. در ۱۶ سپتامبر فیلمبرداری به صورت آنلاین به برلین منتقل شد. در اکتبر ۲۰۲۰ فیلمبردای در والنسیا، اسپانیا ادامه یافت. تام هالند اعلام کرد که فیلمبردای در ۲۳ اکتبر به پایان رسید.

## انتشار
آنچارتد نخستین نمایش جهانی خود را در بارسلونا، اسپانیا در ۷ فوریه ۲۰۲۲ انجام داد. این فیلم توسط گروه سینمایی سونی پیکچرز در ایالات متحده در تاریخ ۱۸ فوریه در سینماهای آی‌مکس، دالبی و ۴دی‌اکس منتشر شد. این فیلم در ابتدا برای اکران در ۱۰ ژوئن ۲۰۱۶ تنظیم شده بود، اما تا ۳۰ ژوئن ۲۰۱۷ به تعویق افتاد. فیلم بعداً به ۱۸ دسامبر ۲۰۲۰ و سپس به ۵ مارس ۲۰۲۱ پس از خروج تراویس نایت و بازی دیگر به دلیل دنیاگیری کووید-۱۹ به ۸ اکتبر ۲۰۲۱ به تعویق افتاد. سپس فیلم به ۱۶ ژوئیه ۲۰۲۱ منتقل شد، پیش از انتقال به ۱۱ فوریه ۲۰۲۲ و سپس دوباره به هفته بعد به تاریخ انتشار نهایی خود.

## بازخورد
در وبگاه جمع‌آوری نقد راتن تومیتوز، ٪۴۰ از ۲۶۲ بررسی منتقدان مثبت است و میانگینِ امتیاز آن ۵٫۳/۱۰ است. اجماع این وبگاه چنین می‌نویسد: «آنچارتد با بازیگرانی امیدوارکننده اما با عنوانی گمراه‌کننده، از یک منبع پرفروش بهره‌برداری می‌کند تا پژواکِ نااُمیدکننده‌ای را از فیلم‌های ماجراجویی برتر ایجاد کند.» این فیلم در متاکریتیک که از میانگین وزنی استفاده می‌کند، بر اساس نظر ۴۴ منتقدین امتیاز ۴۵ از ۱۰۰ را کسب کرده که نشان‌گر «نقدهای مختلط یا متوسط» است.

## آینده
فلیشر به ساخت دنباله‌ای برای آنچارتد ابراز علاقه کرد و گفت که کاملاً به موفقیت مالی فیلم نخست بستگی دارد. به‌دنبال افتتاحیه فیلم، تام راثمن، رئیس سونی پیکچرز گفت آنچارتد فرنچایزی جدید برای سونی است.

## یادداشت
1. ↑  حک شده «Sic Parvis Magna» یک شعار لاتین به معنای «عظمت از آغاز کوچک».